# Aradac

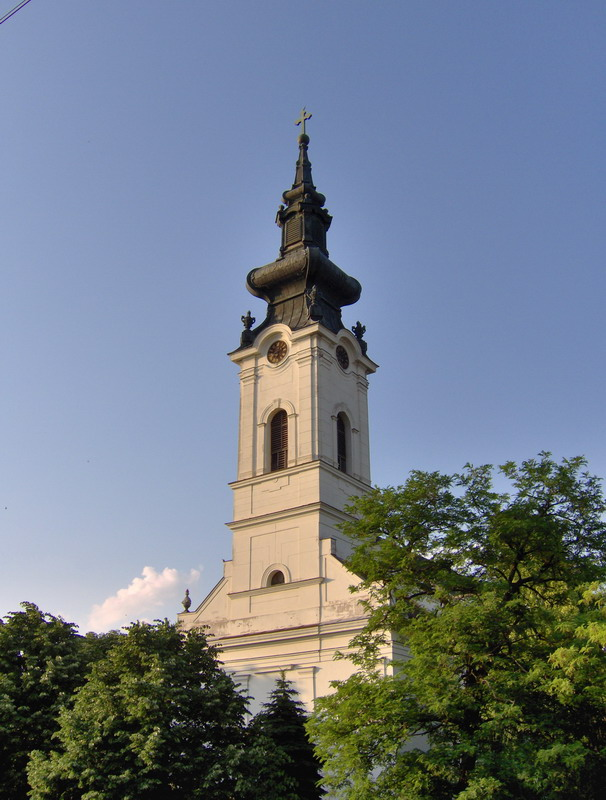
L'église évangélique slovaque d'Aradac

Aradac (en serbe cyrillique : Арадац ; en hongrois : Aradi) est une localité de Serbie située dans la province autonome de Voïvodine et sur le territoire de la Ville de Zrenjanin, district du Banat central. Au recensement de 2022, elle comptait 3358 habitants.
Aradac est officiellement classé parmi les villages de Serbie.

## Démographie

### Évolution historique de la population
| 1948  | 1953  | 1961  | 1971  | 1981  | 1991  | 2002  | 2011  |
| ----- | ----- | ----- | ----- | ----- | ----- | ----- | ----- |
| 3 897 | 3 978 | 4 001 | 3 824 | 3 825 | 3 573 | 3 461 | 3 307 |

|  |